# Cardiopium aeginense
Cardiopium aeginense es una especie de arácnido del orden Pseudoscorpionida de la familia Olpiidae.

## Distribución geográfica
Se encuentra en Grecia.